# Automeris caucensis
Espèce
Automeris caucensis est une espèce de papillon de la famille des Saturniidae.